# Daniele Sinigallia
Daniele Sinigallia (Roma, 1975) è un produttore discografico arrangiatore e ingegnere del suono italiano.

## Biografia
Introdotto all'interesse per la musica dalla madre Maria Pia Caruso, discografica negli anni settanta, è fratello di Riccardo Sinigallia, affermato cantautore. Il padre, Andrea Sinigallia, ex chitarrista, regala la prima chitarra al figlio per i 7 anni. È ancora giovanissimo quando inizia a suonare occasionalmente come secondo chitarrista con i 6 Suoi Ex, gruppo cult esistito tra il 1990 e il 1993 in cui militavano molti artisti tra i quali Emanuele Brignola, Niccolò Fabi, David Nerattini, Riccardo Sinigallia, Aidan Zammit e Francesco Zampaglione. L'esordio vero e proprio avviene a 19 anni come chitarrista nella band dei Tiromancino. È il 1994, il nome dell'album è Insisto, lavoro decisamente rock underground ancora distante dalle melodie che, più tardi, renderanno famoso il gruppo.

## Produzione artistica
Nel 1995 esce Tre di Roberto Mariani.  In questo disco partecipa sia come musicista che come arrangiatore, ottenendo i primi risultati in quest'ultimo ruolo che diventerà per lui una vera e propria passione. Risale al 1996 la sua collaborazione con Angela Baraldi per la quale lavora al disco Baraldi lubrificanti. Il lavoro suscita particolare interesse per le sue atmosfere e per il sound rock ottimamente recensito dalla critica. Nel 1997 lavora con il fratello Riccardo Sinigallia al disco d'esordio di Niccolò Fabi, Il giardiniere. Nella track-list anche Capelli, brano vincitore del Premio della Critica del Festival di Sanremo nella categoria Giovani. Questa prima collaborazione fa sì che venga loro affidata la produzione artistica del secondo, importante lavoro dell'artista, Niccolò Fabi. Tra le tracce del disco Lasciarsi un giorno a Roma, di cui Daniele Sinigallia firma la musica, (Premio della Critica al Festival di Sanremo), Vento d'estate (Disco per l'Estate 1997) in cui Niccolò Fabi duetta con Max Gazzè ed Immobile in duetto con Frankie hi-nrg mc.
Nel 2001 produce il disco d'esordio di Roberto Angelini Sig. Domani. Il brano, che dà il titolo all'intero disco, vale all'artista il Premio della Critica al Festival di Sanremo. Sempre nel 2001 inizia la collaborazione artistica con Marina Rei per il disco Inaspettatamente. Firma la musica del brano che dà il titolo al disco e di Mentite spoglie, altro brano contenuto nella track-list. In quell'anno collabora al disco Resurrezione dei Flaminio Maphia, producendo la base de La differenza. Nel 2002, Marina Rei gli affida la produzione artistica del disco L'incantevole abitudine, in cui Daniele Sinigallia è coautore dei brani Il giorno della mia festa, La parte migliore di me e Qualcuno con cui restare. Ancora per Marina Rei, nel 2005 produce il disco Colpisci. Colpisci è anche il titolo di una traccia contenuta nel disco e scritta da Cristiano Godano dei Marlene Kuntz, Marina Rei e Daniele Sinigallia.
Alla lavorazione del disco dà il suo contributo anche Francesco di Bella dei 24 Grana con il brano Song'Je, interpretato in lingua napoletana, firmato anche da Marina Rei e Daniele Sinigallia per la musica. Nel 2006 collabora alla produzione artistica insieme a Laura Arzilli, di Incontri a metà strada, secondo lavoro da solista del fratello Riccardo Sinigallia. Tra i titoli La revisione della memoria, Amici nel tempo, Uscire fuori. Anni di Pace è scritta da Daniele e Riccardo Sinigallia in collaborazione con Emidio Clementi dei Massimo Volume e da Filippo Gatti. Nel 2008 produce Ghostwriters, disco dei 24 Grana che, proprio nella categoria Miglior Produzione Artistica, vince il Meeting delle Etichette.
È uscito nel 2009 Musiche ribelli raccolta di brani di grandi cantautori anni settanta interpretato da Luca Carboni, disco per il quale Daniele Sinigallia ha suonato le chitarre ed ha collaborato alla produzione artistica. Nel 2009 è uscito Adorami e perdonami del cantautore bresciano Paolo Cattaneo che ha condiviso la produzione artistica del disco con Daniele. Nel 2013 apre, insieme a Maurizio Loffredo, Gli Artigiani Studio, studio di recording, mixing e mastering nella zona industriale di Roma Nord. Sempre nel 2013 la sua ultima produzione è Francesco Di Bella & Ballads Cafè, primo disco da solista di Francesco Di Bella, ex 24 Grana. Programmatore Logic, appassionato di musica electro, si ispira ai lavori di Lory D, con il quale ha collaborato per produzioni personali. Ha, inoltre, lavorato con Costanza, musicista dell'ambiente trip hop newyorkese.

## Discografia
- 1994 - Tiromancino - Insisto
- 1995 - Roberto Mariani - Tre
- 1996 - Angela Baraldi - Baraldi lubrificanti
- 1997 - Niccolò Fabi - Il giardiniere
- 1998 - Niccolò Fabi - Niccolò Fabi
- 2000 - Tiromancino - La descrizione di un attimo
- 2001 - Roberto Angelini - Sig. Domani
- 2001 - Marina Rei - Inaspettatamente
- 2002 - Marina Rei - L'incantevole abitudine
- 2003 - Riccardo Sinigallia - Riccardo Sinigallia
- 2005 - Marina Rei - Colpisci
- 2006 - Riccardo Sinigallia - Incontri a metà strada
- 2008 - 24 Grana - Ghostwriters
- 2009 - Luca Carboni - Musiche ribelli
- 2009 - Paolo Cattaneo -  Adorami e perdonami
- 2013 - Francesco Di Bella - Francesco Di Bella & Ballads Cafè
- 2014 - Riccardo Sinigallia - Per tutti
- 2018 - Riccardo Sinigallia - Ciao cuore
- 2021 - RaestaVinvE - Biancalancia
- 2022 - RaestaVinvE featuring Francesco Di Bella - Resto a sud
- 2017 - Aiello - Hi-Hello
- 2016 - Motta - La fine dei vent'anni
- 2013 - Coez - Non erano fiori

## Colonne sonore
- 1997 - Di cielo in cielo, regia di Roberto Gennarelli (film indipendente)
- 2004 - Fino a farti male, regia di Alessandro Colizzi (Film Deadalus)
- 2005 - Amatemi, regia di Renato De Maria,  (Mikado Film, Rai Cinema, Tangran Film)
- 2009 - Rex, episodio La mia banda suona il rock (Leader Production)

## Premi
- 1997 - Niccolò Fabi - Capelli, Premio della Critica, Festival di Sanremo
- 1998 - Niccolò Fabi - Lasciarsi un giorno a Roma, Premio della Critica, Festival di Sanremo
- 2001 - Roberto Angelini - Sig. Domani, Premio della Critica, Festival di Sanremo
- 2008 - 24 Grana - Ghostwriters, Miglior Produzione Artistica, Meeting delle Etichette

## Festival di Sanremo
| Anno e Categoria | Brani                      | Interprete   | Ruolo                            |
| ---------------- | -------------------------- | ------------ | -------------------------------- |
| 1997 - Giovani   | Capelli                    | Niccolò Fabi | coautore, musicista e produttore |
| 1998 - Giovani   | Lasciarsi un giorno a Roma | Niccolò Fabi | coautore, musicista e produttore |
| 2005 - Campioni  | Fammi entrare              | Marina Rei   | musicista e produttore           |

## Vita privata
È fratello di Riccardo Sinigallia, cantautore e produttore artistico con cui collabora da sempre. 
Il 2 luglio 1996, dall'unione con l'attrice Gloria Sirabella, ha avuto il figlio Francesco Rodrigo, anche lui attore e artista. Dal 2000 al 2006 ha avuto una relazione sentimentale con la cantante Marina Rei, dalla quale è nato nel 2001 il figlio Nico. Successivamente è legato sentimentalmente alla cantautrice Marjorie Biondo, cognata di Rosario Fiorello.